# John Broughton
John Broughton   (Sydney, 1952) és un astrònom australià. És un descobridor prolífic d'asteroides. Les seves observacions es fan a Observatori de Reedy Creek a Queensland (IAU codi de l'observatori: 428). Broughton va ser el primer de cinc astrònoms que va guanyar el premi "Gene Shoemaker Near-Earth Object" de la Societat Planetaria el 2002. Els diners els va utilitzar per comprar una càmera fotogràfica CCD. Va descobrir el Near-Earth Object (NEO), 2004) GA1 l'11 d'abril de 2004. Aquest descobriment es considera el primer d'un aficionat d'un NEO gran, potencialment perillós. Va descobrir un estel, ara assenyalat P/2005) T5 (Broughton), el 3 de novembre de 2005. Ha produït dues aplicacions del software, l'scantracker i l'scanalyser, que deriva i explora la sincronització d'Occulations Asteroid. És accessible on-line Arxivat 2005-12-27 a Wayback Machine. gratis.
| (8749) Beatles        | 3 d'abril de 1998      |
| (8958) Stargazer      | 23 de març de 1998     |
| (9241) Rosfranklin    | 10 d'agost de 1997     |
| (11196) Michanikos    | 22 de gener de 1999    |
| (11365) NASA          | 23 de març de 1998     |
| (11425) Wearydunlop   | 18 de juny de 1999     |
| (12113) Hollows       | 29 de juliol de 1998   |
| (12542) Laver         | 10 d'agost de 1998     |
| (13298) Namatjira     | 15 de setembre de 1998 |
| (14621) Tati          | 22 d'octubre de 1998   |
| (15092) Beegees       | 15 de març de 1999     |
| (15495) Bogie         | 17 de febrer de 1999   |
| (15550) Sydney        | 31 de març de 2000     |
| (15947) Milligan      | 2 de gener de 1998     |
| (16046) Gregnorman    | 5 de maig de 1999      |
| (16155) Buddy         | 3 de gener de 2000     |
| (16260) Sputnik       | 9 de maig de 2000      |
| (17023) Abbott        | 7 de març de 1999      |
| (17024) Costello      | 15 de març de 1999     |
| (17038) Wake          | 26 de març de 1999     |
| (17058) Rocknroll     | 13 d'abril de 1999     |
| (17059) Elvis         | 15 d'abril de 1999     |
| (17078) Sellers       | 24 d'abril de 1999     |
| (17166) Secombe       | 17 de juny de 1999     |
| (17269) Dicksmith     | 3 de juny de 2000      |
| (17270) 2000) LB2     | 4 de juny de 2000      |
| (17283) Ustinov       | 24 de juny de 2000     |
| (17826) Normanwisdom  | 3 d'abril de 1998      |
| (17892) Morecambewise | 15 de març de 1999     |
| (17936) Nilus         | 24 d'abril de 1999     |
| (17945) Hawass        | 14 de maig de 1999     |
| (18125) Brianwilson   | 22 de juliol de 2000   |
| (18132) Spector       | 30 de juliol de 2000   |
| (18747) Lexcen        | 26 de març de 1999     |
| (18839) Whiteley      | 5 d'agost de 1999      |
| (18932) Robinhood     | 28 d'agost de 2000     |
| (19453) Murdochorne   | 28 de març de 1998     |
| (19535) Rowanatkinson | 24 d'abril de 1999     |
| (19578) Kirkdouglas   | 20 de juny de 1999     |
| (19582) Blow          | 13 de juliol de 1999   |
| (19631) Greensleeves  | 13 de setembre de 1999 |
| (20314) Johnharrison  | 28 de març de 1998     |
| (20403) Attenborough  | 22 de juliol de 1998   |
| (20468) Petercook     | 13 de juliol de 1999   |
| (20469) Dudleymoore   | 13 de juliol de 1999   |
| (21476) Petrie        | 28 d'abril de 1998     |
| (21657) 1999 PZ1      | 10 d'agost de 1999     |
| (21658) 1999 PA2      | 10 d'agost de 1999     |
| (21690) 1999 RA39     | 13 de setembre de 1999 |
| (21692) 1999 RH44     | 15 de setembre de 1999 |
| (22649) 1998 OD12     | 27 de juliol de 1998   |
| (22650) 1998 OG12     | 29 de juliol de 1998   |
| (22754) 1998 WJ8      | 26 de novembre de 1998 |
| (23032) Fossey        | 3 de setembre de 1999  |
| (23774) Herbelliott   | 26 de juny de 1998     |
| (24450) Victorchang   | 29 d'agost de 2000     |
| (25016) 1998) QJ4     | 18 d'agost de 1998     |
| (25058) Shanegould    | 25 d'agost de 1998     |
| (25217) 1998) TX1     | 13 d'octubre de 1998   |
| (25218) 1998) TZ1     | 13 d'octubre de 1998   |
| (25220) 1998) TQ6     | 15 d'octubre de 1998   |
| (25272) 1998) VK32    | 14 de novembre de 1998 |
| (25274) 1998) VE33    | 15 de novembre de 1998 |
| (25833) 2000) ED15    | 5 de març de 2000      |
| (25848) 2000) EL104   | 14 de març de 2000     |
| (25939) 2001) EQ      | 3 de març de 2001      |
| (26316) 1998) US16    | 22 d'octubre de 1998   |
| (26613) 2000) GL2     | 3 d'abril de 2000      |
| (26647) 2000 LT       | 2 de juny de 2000      |
| (26716) 2001 HZ3      | 18 d'abril de 2001     |
| (26731) 2001 HE14     | 23 d'abril de 2001     |
| (27626) 2001 NA       | 1 de juliol de 2001    |
| (28058) 1998 NF       | 1 de juliol de 1998    |
| (28062) 1998) OZ11    | 22 de juliol de 1998   |
| (28339) 1999 EC3      | 10 de març de 1999     |
| (28540) 2000) EC4     | 4 de març de 2000      |
| (28615) 2000) FS10    | 31 de març de 2000     |
| (28913) 2000) OT      | 23 de juliol de 2000   |
| (29872) 1999 GO6      | 14 d'abril de 1999     |
| (29898) 1999 HG1      | 19 d'abril de 1999     |
| (30079) 2000) EP104   | 15 de març de 2000     |
| (30419) 2000) LU      | 2 de juny de 2000      |
| (30439) Moe           | 21 de juny de 2000     |
| (30440) Larry         | 22 de juny de 2000     |
| (30441) Curly         | 24 de juny de 2000     |
| (30444) Shemp         | 5 de juliol de 2000    |
| (30526) 2001) NC2     | 13 de juliol de 2001   |
| (31117) 1997) QF5     | 25 d'agost de 1997     |
| (31344) 1998) OM12    | 30 de juliol de 1998   |
| (31450) 1999 CU9      | 14 de febrer de 1999   |
| (31552) 1999 EJ       | 7 de març de 1999      |
| (31608) 1999 GR5      | 12 d'abril de 1999     |
| (31804) 1999 MG       | 18 de juny de 1999     |
| (32118) 2000) LW5     | 6 de juny de 2000      |
| (32154) 2000) MH      | 23 de juny de 2000     |
| (32156) 2000) MY      | 24 de juny de 2000     |
| (32157) 2000) MR1     | 26 de juny de 2000     |
| (32158) 2000) MD2     | 29 de juny de 2000     |
| (32197) 2000) OV      | 24 de juliol de 2000   |
| (32201) 2000) OZ2     | 29 de juliol de 2000   |
| (32202) 2000) OA3     | 29 de juliol de 2000   |
| (32510) 2001) NS      | 12 de juliol de 2001   |
| (33026) 1997) PD6     | 5 d'agost de 1997      |
| (33110) 1998) AM10    | 2 de gener de 1998     |
| (33430) 1999 EH       | 7 de març de 1999      |
| (33530) 1999 HH1      | 19 d'abril de 1999     |
| (33543) 1999 JR8      | 13 de maig de 1999     |
| (33722) 1999 NO       | 7 de juliol de 1999    |
| (33748) 1999 PP4      | 15 d'agost de 1999     |
| (33883) 2000) KD4     | 27 de maig de 2000     |
| (33946) 2000) MV      | 24 de juny de 2000     |
| (33992) 2000) OQ      | 23 de juliol de 2000   |
| (33993) 2000) OS      | 23 de juliol de 2000   |
| (34212) 2000) QZ68    | 28 d'agost de 2000     |
| (35773) 1999 JT7      | 13 de maig de 1999     |
| (35982) 1999 NJ4      | 11 de juliol de 1999   |
| (36039) 1999 PA4      | 13 d'agost de 1999     |
| (36358) 2000) OY2     | 29 de juliol de 2000   |
| (36365) 2000) OO9     | 30 de juliol de 2000   |
| (36428) 2000) PV8     | 9 d'agost de 2000      |
| (37857) 1998) EV14    | 5 de març de 1998      |
| (38036) 1998) RE1     | 13 de setembre de 1998 |
| (38210) 1999 NP4      | 13 de juliol de 1999   |
| (38241) 1999 PU1      | 9 d'agost de 1999      |
| (38242) 1999 PB2      | 10 d'agost de 1999     |
| (38243) 1999 PB4      | 13 d'agost de 1999     |
| (38244) 1999 PD4      | 13 d'agost de 1999     |
| (38668) 2000) PM      | 1 d'agost de 2000      |
| (38724) 2000) QW129   | 31 d'agost de 2000     |
| (40006) 1998) HV101   | 24 d'abril de 1998     |
| (40104) 1998) QE4     | 17 d'agost de 1998     |
| (40121) 1998) QA29    | 18 d'agost de 1998     |
| (40228) 1998) TR1     | 12 d'octubre de 1998   |
| (40234) 1998) UG4     | 21 d'octubre de 1998   |
| (40273) 1999 JS7      | 13 de maig de 1999     |
| (40327) 1999 MB       | 17 de juny de 1999     |
| (40332) 1999 NK       | 6 de juliol de 1999    |
| (40452) 1999 RV38     | 12 de setembre de 1999 |
| (40453) 1999 RX38     | 13 de setembre de 1999 |
| (40716) 1999 SL       | 16 de setembre de 1999 |
| (41488) Sindbad       | 29 d'agost de 2000     |
| (42601) 1998) AN10    | 2 de gener de 1998     |
| (42837) 1999 PR1      | 9 d'agost de 1999      |
| (42840) 1999 RU       | 4 de setembre de 1999  |
| (43293) Banting       | 1 d'abril de 2000      |
| (43588) 2001) PL14    | 14 d'agost de 2001     |
| (44188) 1998) KJ58    | 21 de maig de 1998     |
| (44211) 1998) OC12    | 23 de juliol de 1998   |
| (44212) 1998) OJ12    | 29 de juliol de 1998   |
| 44217) Whittle        | 12 d'agost de 1998     |
| (44425) 1998) TY1     | 13 d'octubre de 1998   |
| (44430) 1998) TZ6     | 15 d'octubre de 1998   |
| (44529) 1998) YP7     | 22 de desembre de 1998 |
| (44592) 1999 OM       | 17 de juliol de 1999   |
| (44595) 1999 PE       | 4 d'agost de 1999      |
| (44596) 1999 PF       | 4 d'agost de 1999      |
| (45764) 2000) LV      | 2 de juny de 2000      |
| (45766) 2000) LX5     | 6 de juny de 2000      |
| (45803) 2000) QH1     | 23 d'agost de 2000     |
| (46097) 2001) FN1     | 19 de març de 2001     |
| (46783) 1998) HU101   | 24 d'abril de 1998     |
| (46990) 1998) TY6     | 15 d'octubre de 1998   |
| (47141) 1999 HB3      | 24 d'abril de 1999     |
| (48337) 2002) PT6     | 5 d'agost de 2002      |
| (48777) 1997) QE5     | 25 d'agost de 1997     |
| (48923) 1998) OY11    | 22 de juliol de 1998   |
| (48924) 1998) OK12    | 29 de juliol de 1998   |
| (48931) 1998) PM1     | 10 d'agost de 1998     |
| (48959) 1998) QQ26    | 24 d'agost de 1998     |
| (49280) 1998) UT22    | 28 d'octubre de 1998   |
| (51064) 2000) GY143   | 11 d'abril de 2000     |
| (51322) 2000) LY5     | 6 de juny de 2000      |
| (51333) 2000) ME      | 22 de juny de 2000     |
| (51398) 2001) DJ80    | 24 de febrer de 2001   |
| (51451) 2001) FE31    | 22 de març de 2001     |
| (51571) 2001) HF4     | 19 d'abril de 2001     |
| (51590) 2001) HF14    | 23 d'abril de 2001     |
| (51817) 2001) OA13    | 21 de juliol de 2001   |
| (51841) 2001) OO65    | 23 de juliol de 2001   |
| (52718) 1998) FL126   | 27 de març de 1998     |
| (52801) 1998) QG63    | 24 d'agost de 1998     |
| (53164) 1999 CV9      | 14 de febrer de 1999   |
| (53247) 1999 DE2      | 17 de febrer de 1999   |
| (53306) 1999 HA3      | 24 d'abril de 1999     |
| (53318) 1999 JV7      | 13 de maig de 1999     |
| (54402) 2000) LA2     | 4 de juny de 2000      |
| (54403) 2000) LD2     | 4 de juny de 2000      |
| (54437) 2000) MW      | 24 de juny de 2000     |
| (54447) 2000) NX1     | 5 de juliol de 2000    |
| (54463) 2000) OS1     | 27 de juliol de 2000   |
| (54521) 2000) QD1     | 23 d'agost de 2000     |
| (54530) 2000) QN26    | 27 d'agost de 2000     |
| (54818) 2001) NR      | 12 de juliol de 2001   |
| (54821) 2001) NB2     | 13 de juliol de 2001   |
| (54843) 2001) OX2     | 19 de juliol de 2001   |
| (54844) 2001) OY2     | 19 de juliol de 2001   |
| (54890) 2001) OS65    | 28 de juliol de 2001   |
| (55976) 1998) RE5     | 15 de setembre de 1998 |
| (56117) 1999 CC9      | 13 de febrer de 1999   |
| (56194) 1999 GV5      | 15 d'abril de 1999     |
| (56371) 2000) EC15    | 5 de març de 2000      |
| (56392) 2000) ET106   | 15 de març de 2000     |
| (56563) 2000) JS8     | 6 de maig de 2000      |
| (56594) 2000) JL40    | 11 de maig de 2000     |
| (56708) 2000) MZ      | 24 de juny de 2000     |
| (56709) 2000) MY1     | 27 de juny de 2000     |
| (56816) 2000) QQ      | 21 d'agost de 2000     |
| (56817) 2000) QF1     | 23 d'agost de 2000     |
| (57069) 2001) OA3     | 19 de juliol de 2001   |
| (57073) 2001) OB13    | 21 de juliol de 2001   |
| (57152) 2001) QL2     | 17 d'agost de 2001     |
| (57193) 2001) QF34    | 19 d'agost de 2001     |
| (58921) 1998) KH58    | 21 de maig de 1998     |
| (58922) 1998) KK58    | 22 de maig de 1998     |
| (59472) 1999 HX       | 19 d'abril de 1999     |
| (59500) 1999 JT8      | 14 de maig de 1999     |
| (59757) 1999 ME       | 18 de juny de 1999     |
| (59759) 1999 MR       | 20 de juny de 1999     |
| (59765) 1999 NN4      | 13 de juliol de 1999   |
| (59794) 1999 OE1      | 18 de juliol de 1999   |
| (59799) 1999 PC2      | 10 d'agost de 1999     |
| (61066) 2000) LV5     | 4 de juny de 2000      |
| (61121) 2000) MU      | 23 de juny de 2000     |
| (61124) 2000) MX1     | 27 de juny de 2000     |
| (61132) 2000) NC2     | 5 de juliol de 2000    |
| (61209) 2000) OM9     | 30 de juliol de 2000   |
| (61341) 2000) PC3     | 1 d'agost de 2000      |
| (61385) 2000) QG1     | 23 d'agost de 2000     |
| (61549) 2000) QJ68    | 28 d'agost de 2000     |
| (63428) 2001) MC1     | 18 de juny de 2001     |
| (63451) 2001) OB      | 16 de juliol de 2001   |
| (63475) 2001) OB32    | 23 de juliol de 2001   |
| (63498) 2001) OQ65    | 28 de juliol de 2001   |
| (63523) 2001) PH1     | 9 d'agost de 2001      |
| (65286) 2002) HC8     | 21 d'abril de 2002     |
| (65377) 2002) PT63    | 12 d'agost de 2002     |
| (65867) 1997) QG5     | 25 d'agost de 1997     |
| (65904) 1998) DL35    | 26 de febrer de 1998   |
| (66005) 1998) OA12    | 22 de juliol de 1998   |
| (66236) 1999 EP3      | 14 de maig de 1999     |
| (66264) 1999 HR       | 18 d'abril de 1999     |
| (66273) 1999 JU7      | 13 de maig de 1999     |
| (66274) 1999 JS8      | 14 de maig de 1999     |
| (66483) 1999 RZ38     | 13 de setembre de 1999 |
| (67355) 2000) KM4     | 28 de maig de 2000     |
| (67369) 2000) MF2     | 29 de juny de 2000     |
| (68373) 2001) PP13    | 13 d'agost de 2001     |
| (68374) 2001) PM14    | 14 d'agost de 2001     |
| (69118) 2003) EK16    | 8 de maig de 2003      |
| (69157) 2003) JZ3     | 3 de maig de 2003      |
| (69770) 1998) QN26    | 24 d'agost de 1998     |
| (69803) 1998) RL20    | 15 de setembre de 1998 |
| (69918) 1998) TP6     | 15 d'octubre de 1998   |
| (70170) 1999 OD1      | 18 de juliol de 1999   |
| (70174) 1999 PJ3      | 11 d'agost de 1999     |
| (70175) 1999 PU4      | 15 d'agost de 1999     |
| (71630) 2000) EN75    | 6 de maig de 2000      |
| (72584) 2001) FO1     | 19 de maig de 2001     |
| (72818) 2001) HM      | 16 d'abril de 2001     |
| (72824) 2001) HG4     | 19 d'abril de 2001     |
| (72911) 2001) OC32    | 23 de juliol de 2001   |
| (73296) 2002) JY67    | 12 de maig de 2002     |
| (73404) 2002) LL24    | 9 de juny de 2002      |
| (73435) 2002) MS      | 18 de juny de 2002     |
| (73553) 2003) QH30    | 22 d'agost de 2003     |
| (73932) 1997) QD5     | 25 d'agost de 1997     |
| (74085) 1998) OB12    | 22 de juliol de 1998   |
| (74086) 1998) OE12    | 28 de juliol de 1998   |
| (74563) 1999 MQ       | 20 de juny de 1999     |
| (74588) 1999 OO1      | 19 de juliol de 1999   |
| (74626) 1999 RW38     | 12 de setembre de 1999 |
| (77175) 2001) FP1     | 19 de maig de 2001     |
| (77186) 2001) FS9     | 20 de maig de 2001     |
| (77697) 2001) OC3     | 19 de juliol de 2001   |
| (77768) 2001) QM      | 16 d'agost de 2001     |
| (78117) 2002) NR      | 4 de juliol de 2002    |
| (78141) 2002) NY16    | 13 de juliol de 2002   |
| (78169) 2002) NB31    | 15 de juliol de 2002   |
| (78209) 2002) OA      | 16 de juliol de 2002   |
| (78240) 2002) ON22    | 31 de juliol de 2002   |
| (78282) 2002) PF40    | 10 d'agost de 2002     |
| (78307) 2002) PS63    | 12 d'agost de 2002     |
| (79526) 1998) OL12    | 30 de juliol de 1998   |
| (79530) 1998) QD4     | 17 d'agost de 1998     |
| (81875) 2000) LU5     | 4 de juny de 2000      |
| (81908) 2000) NW2     | 6 de juliol de 2000    |
| (81929) 2000) OE      | 22 de juliol de 2000   |
| (82169) 2001) HY3     | 18 d'abril de 2001     |
| (82185) 2001) HD23    | 27 d'abril de 2001     |
| (82364) 2001) MW7     | 20 de juny de 2001     |
| (82370) 2001) MD14    | 26 de juny de 2001     |
| (82448) 2001) OM9     | 20 de juliol de 2001   |
| (82449) 2001) ON9     | 20 de juliol de 2001   |
| (84009) 2002) OM22    | 31 de juliol de 2002   |
| (86049) 1999 PH4      | 13 d'agost de 1999     |
| (87037) 2000) KC4     | 27 de maig de 2000     |
| (87124) 2000) MQ1     | 26 de juny de 2000     |
| (87168) 2000) OW      | 24 de juliol de 2000   |
| (87310) 2000) QE1     | 23 d'agost de 2000     |
| (87392) 2000) QB69    | 29 d'agost de 2000     |
| (87464) 2000) QV129   | 31 d'agost de 2000     |
| (90368) 2003) MG      | 19 de juny de 2003     |
| (91027) 1998) DM35    | 26 de febrer de 1998   |
| (91426) 1999 PE4      | 13 d'agost de 1999     |
| (91899) 1999 VT11     | 7 de novembre de 1999  |
| (91904) 1999 VW19     | 7 de novembre de 1999  |
| (92314) 2000) GV1     | 3 d'abril de 2000      |
| (92442) 2000) KF4     | 27 de maig de 2000     |
| (92456) 2000) KB34    | 29 de maig de 2000     |
| (92473) 2000) LP      | 2 de juny de 2000      |
| (92490) 2000) MG2     | 29 de juny de 2000     |
| (92491) 2000) MA3     | 29 de juny de 2000     |
| (92496) 2000) NB2     | 5 de juliol de 2000    |
| (92563) 2000) OZ50    | 30 de juliol de 2000   |
| (92648) 2000) QF35    | 28 d'agost de 2000     |
| (95921) 2003) HJ53    | 30 d'abril de 2003     |
| (95940) 2003) LT2     | 1 de juny de 2003      |
| (95941) 2003) LX3     | 5 de juny de 2003      |
| (95942) 2003) LU5     | 4 de juny de 2003      |
| (95943) 2003) LY6     | 9 de juny de 2003      |
| (96009) 2004) OB6     | 18 de juliol de 2004   |
| (96026) 2004) PO27    | 9 d'agost de 2004      |
| (96034) 2004) PW42    | 10 d'agost de 2004     |
| (96043) 2004) PC93    | 12 d'agost de 2004     |
| (96044) 2004) PU95    | 13 d'agost de 2004     |
| (96045) 2004) PX97    | 14 d'agost de 2004     |
| (96047) 2004) QW6     | 21 d'agost de 2004     |
| (96742) 1999 ON       | 17 de juliol de 1999   |
| (97785) 2000) NZ1     | 5 de juliol de 2000    |
| (97836) 2000) PW8     | 9 d'agost de 2000      |
| (97872) 2000) QG35    | 28 d'agost de 2000     |
| (99237) 2001) KD33    | 24 de maig de 2001     |
| (99825) 2002) NK7     | 12 de juliol de 2002   |
| (100935) 1998) MA42   | 26 de juny de 1998     |
| (101872) 1999 NO4     | 13 de juliol de 1999   |
| (101897) 1999 PO4     | 15 d'agost de 1999     |
| (105091) 2000) LO     | 2 de juny de 2000      |
| (105128) 2000) MW1    | 27 de juny de 2000     |
| (105129) 2000) MH2    | 29 de juny de 2000     |
| (108183) 2001) HG14   | 23 d'abril de 2001     |
| (108186) 2001) HX15   | 24 d'abril de 2001     |
| (108568) 2001) MA1    | 18 de juny de 2001     |
| (108569) 2001) MB1    | 18 de juny de 2001     |
| (108734) 2001) OD32   | 23 de juliol de 2001   |
| (108790) 2001) OT65   | 28 de juliol de 2001   |
| (108807) 2001) ON74   | 29 de juliol de 2001   |
| (108951) 2001) PT28   | 15 d'agost de 2001     |
| (109007) 2001) QN2    | 17 d'agost de 2001     |
| (109008) 2001) QO2    | 17 d'agost de 2001     |
| (109098) 2001) QG34   | 19 d'agost de 2001     |
| (112288) 2002) LK31   | 10 de juny de 2002     |
| (112330) 2002) NC1    | 5 de juliol de 2002    |
| (112332) 2002) NT1    | 6 de juliol de 2002    |
| (112386) 2002) NL29   | 14 de juliol de 2002   |
| (112387) 2002) NM29   | 14 de juliol de 2002   |
| (112389) 2002) NC31   | 15 de juliol de 2002   |
| (112434) 2002) OD     | 16 de juliol de 2002   |
| (112444) 2002) OR4    | 16 de juliol de 2002   |
| (112540) 2002) PE40   | 10 d'agost de 2002     |
| (112660) 2002) PX86   | 14 d'agost de 2002     |
| (114754) 2003) HX42   | 29 d'abril de 2003     |
| (114767) 2003) JE11   | 2 de maig de 2003      |
| (114771) 2003) JB17   | 10 de maig de 2003     |
| (114772) 2003) KD4    | 24 de maig de 2003     |
| (114773) 2003) KE4    | 24 de maig de 2003     |
| (114776) 2003) MJ     | 20 de juny de 2003     |
| (114787) 2003) MX9    | 29 de juny de 2003     |
| (114788) 2003) MA10   | 29 de juny de 2003     |
| (114796) 2003) NO2    | 3 de juliol de 2003    |
| (114806) 2003) OR     | 20 de juliol de 2003   |
| (114810) 2003) OQ5    | 24 de juliol de 2003   |
| (114811) 2003) OR5    | 24 de juliol de 2003   |
| (114812) 2003) OU5    | 24 de juliol de 2003   |
| (114818) 2003) OR10   | 27 de juliol de 2003   |
| (114826) 2003) OX17   | 29 de juliol de 2003   |
| (114841) 2003) PF     | 1 d'agost de 2003      |
| (114873) 2003) QZ9    | 20 d'agost de 2003     |
| (116907) 2004) GF2    | 10 d'abril de 2004     |
| (117012) 2004) JZ4    | 11 de maig de 2004     |
| (117013) 2004) JA5    | 12 de maig de 2004     |
| (117027) 2004) JS12   | 13 de maig de 2004     |
| (117028) 2004) JW12   | 13 de maig de 2004     |
| (117058) 2004) KW     | 17 de maig de 2004     |
| (117107) 2004) OL10   | 21 de juliol de 2004   |
| (117108) 2004) PU1    | 6 d'agost de 2004      |
| (117147) 2004) PZ97   | 14 d'agost de 2004     |
| (117796) 2005) GY140  | 14 d'abril de 2005     |
| (117797) 2005) GA141  | 14 d'abril de 2005     |
| (117842) 2005) JR109  | 15 de maig de 2005     |
| (117859) 2005) KV9    | 29 de maig de 2005     |
| (120139) 2003) GV20   | 3 d'abril de 2003      |
| (120143) 2003) GG42   | 9 d'abril de 2003      |
| (120177) 2003) LW3    | 5 de juny de 2003      |
| (120180) 2003) QH104  | 27 d'agost de 2003     |
| (120305) 2004) KF     | 16 de maig de 2004     |
| (120326) 2004) NK3    | 9 de juliol de 2004    |
| (120851) 1998) OF12   | 29 de juliol de 1998   |
| (120968) 1998) VH32   | 10 de novembre de 1998 |
| (121127) 1999 JF3     | 8 de maig de 1999      |
| (121185) 1999 NP      | 7 de juliol de 1999    |
| (121240) 1999 RG44    | 15 de setembre de 1999 |
| (122209) 2000) MY2    | 27 de juny de 2000     |
| (127322) 2002) JE100  | 14 de maig de 2002     |
| (127937) 2003) HZ1    | 23 d'abril de 2003     |
| (127983) 2003) HW42   | 29 d'abril de 2003     |
| (128027) 2003) KT3    | 22 de maig de 2003     |
| (128037) 2003) KU18   | 26 de maig de 2003     |
| (128045) 2003) LH6    | 6 de juny de 2003      |
| (128058) 2003) NJ2    | 3 de juliol de 2003    |
| (128066) 2003) OM     | 17 de juliol de 2003   |
| (128070) 2003) OE8    | 25 de juliol de 2003   |
| (128073) 2003) OQ10   | 27 de juliol de 2003   |
| (128074) 2003) OF13   | 27 de juliol de 2003   |
| (128080) 2003) OQ20   | 31 de juliol de 2003   |
| (128081) 2003) OO21   | 29 de juliol de 2003   |
| (128087) 2003) PH     | 1 d'agost de 2003      |
| (128090) 2003) PJ4    | 2 d'agost de 2003      |
| (128107) 2003) QY9    | 20 d'agost de 2003     |
| (128116) 2003) QE30   | 22 d'agost de 2003     |
| (128147) 2003) QX68   | 24 d'agost de 2003     |
| (128152) 2003) QW79   | 25 d'agost de 2003     |
| (128164) 2003) QJ104  | 30 d'agost de 2003     |
| (128427) 2004) MQ7    | 28 de juny de 2004     |
| (128428) 2004) NJ     | 8 de juliol de 2004    |
| (128429) 2004) NK     | 8 de juliol de 2004    |
| (128466) 2004) OH10   | 21 de juliol de 2004   |
| (128470) 2004) OX12   | 28 de juliol de 2004   |
| (128475) 2004) PW1    | 6 d'agost de 2004      |
| (128565) 2004) PY92   | 11 d'agost de 2004     |
| (128566) 2004) PZ92   | 11 d'agost de 2004     |
| (128578) 2004) PW104  | 15 d'agost de 2004     |
| (128592) 2004) QM5    | 21 d'agost de 2004     |
| (129215) 2005) NQ79   | 9 de juliol de 2005    |
| (129813) 1999 NJ      | 6 de juliol de 1999    |
| (130443) 2000) QC26   | 26 d'agost de 2000     |
| (131351) 2001 JE      | 2 de maig de 2001      |
| (131416) 2001 OA      | 16 de juliol de 2001   |
| (133079) 2003) JO17   | 11 de maig de 2003     |
| (133094) 2003) ND5    | 5 de juliol de 2003    |
| (133095) 2003) NU6    | 7 de juliol de 2003    |
| (133104) 2003) OP8    | 26 de juliol de 2003   |
| (133106) 2003) OS10   | 27 de juliol de 2003   |
| (133107) 2003) OX10   | 27 de juliol de 2003   |
| (133108) 2003) OM13   | 28 de juliol de 2003   |
| (133111) 2003) OW20   | 31 de juliol de 2003   |
| (133159) 2003) QG30   | 22 d'agost de 2003     |
| (133160) 2003) QK30   | 24 d'agost de 2003     |
| (133210) 2003) QZ68   | 25 d'agost de 2003     |
| (133220) 2003) QX79   | 25 d'agost de 2003     |